# Idealismo en Ecuador

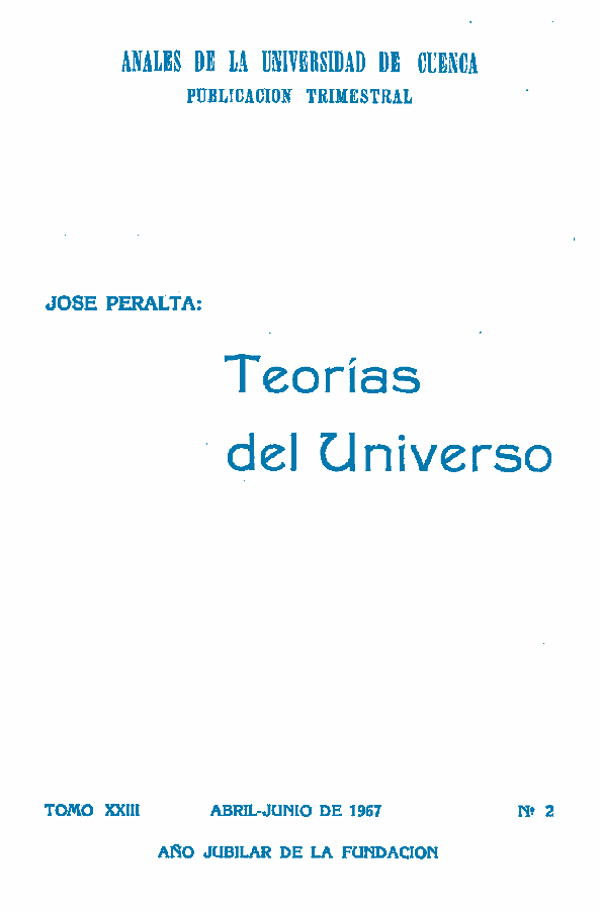
Teorías del Universo, libro escrito por José Peralta y publicado de manera póstuma en dos tomos por la Universidad de Cuenca, donde fue rector.

El idealismo en Ecuador es una corriente filosófica que se desarrolló inicialmente en el siglo XIX pero especialmente en el siglo XX después de la revolución liberal y dentro del cual los principales escritores que destacan José Rafael Bustamante, Julio E. Moreno y José Peralta. Bustamante, influenciado por el idealismo alemán, exploró la libertad individual y su relación con el orden social, criticando las dictaduras de su tiempo y abogando por un liberalismo cooperativo. Moreno, desde una perspectiva idealista, analizó la inestabilidad del liberalismo ecuatoriano y su transición del rol de oposición al de incumbente, explorando la condición humana en sus obras. Además respondería a la filosofía de José Ortega y Gasset en su libro "Humanidad y Espiritualidad". Peralta, central en el krausismo ecuatoriano, fusionó idealismo y materialismo, abarcando desde la ontología y la ética hasta la sociología y la política, y jugó un papel crucial en la separación de la Iglesia y el Estado en Ecuador.

## Historia del idealismo en Ecuador

### Antecedentes
La filosofía idealista en Ecuador tuvo sus primeras expresiones fuera de un trato sistemático y siendo identificado como "influencias" dentro de escritores del siglo XIX como fueran Numa Pompilio Llona, quien en su poesía la marcada influencia de Arthur Schopenhauer sirve de fuente del pesimismo general de su obra. Por esta razón Llona fue incluido dentro de la "Historia del pensamiento filosófico Latinoamericano" por el autor argentino Carlos Beorlegui donde advirtió la influencia de Schopenhauer en los poemas Cantos americanos, Clamores de Occidente y La Odisea del alma. Sin embargo esto no fue común puesto que el afrancesamiento fue frecuente en el siglo XIX en Ecuador. Esto cambiaría en el siglo XX en la literatura también con la influencia de Nietszche sobre Gonzalo Zaldumbide y Heidegger sobre Alfredo Gangotena.

### Desarrollo de la filosofía idealista

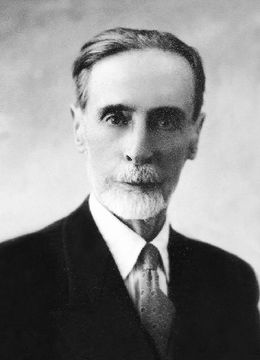
José Rafael Bustamante

Los principales exponentes del idealismo en Ecuador fueron José Rafael Bustamante, Julio E. Moreno y José Peralta. Bustamante fue una figura prominente en la filosofía ecuatoriana, dejó un legado significativo en diversas áreas del pensamiento. Su obra cumbre, Filosofía de la libertad, surgió de sus conferencias en el Grupo América y se consolidó como una crítica a las dictaduras de su época. Por otro lado Moreno destacaría a través de la publicación de varios libros como fueron "Humanidad y espiritualidad; bosquejo de una antropología sociológica" en 1939, "El Sentido Histórico y la Cultura: Para una Sociología ecuatoriana" en 1940 y "Filosofía de la existencia (Notas sobre Ortega y Gasset)" publicado en el mismo año. Moreno afirmaría que el liberalismo en Ecuador no habría madurado lo suficiente y siempre vivió desde la oposición ya sea como anticlericalismo o como anti monarquía, lo que causó una inestabilidad ideológica que se expresaba en la preferencia del liberalismo por las libertades negativas, en coherencia con su posición de negación (anticlericalismo y oposición al conservadurismo). A esto se suma con una mayor influencia la obra de Peralta quien fuera una figura central del krausismo en Ecuador, y desarrolló un sistema filosófico panenteísta que fusionaba idealismo y materialismo,  influenciado por pensadores como Krause, Cousin, y Janet. Su vasta obra, en parte póstuma, abarca desde la ontología con "Teorías del universo" y la ética con "La moral teológica", pasando por estudios sociológicos como "Tipos de mi tierra" y "El Progreso". En este último formuló su teoría de ciclos sociales, clave para entender su análisis del fascismo. 

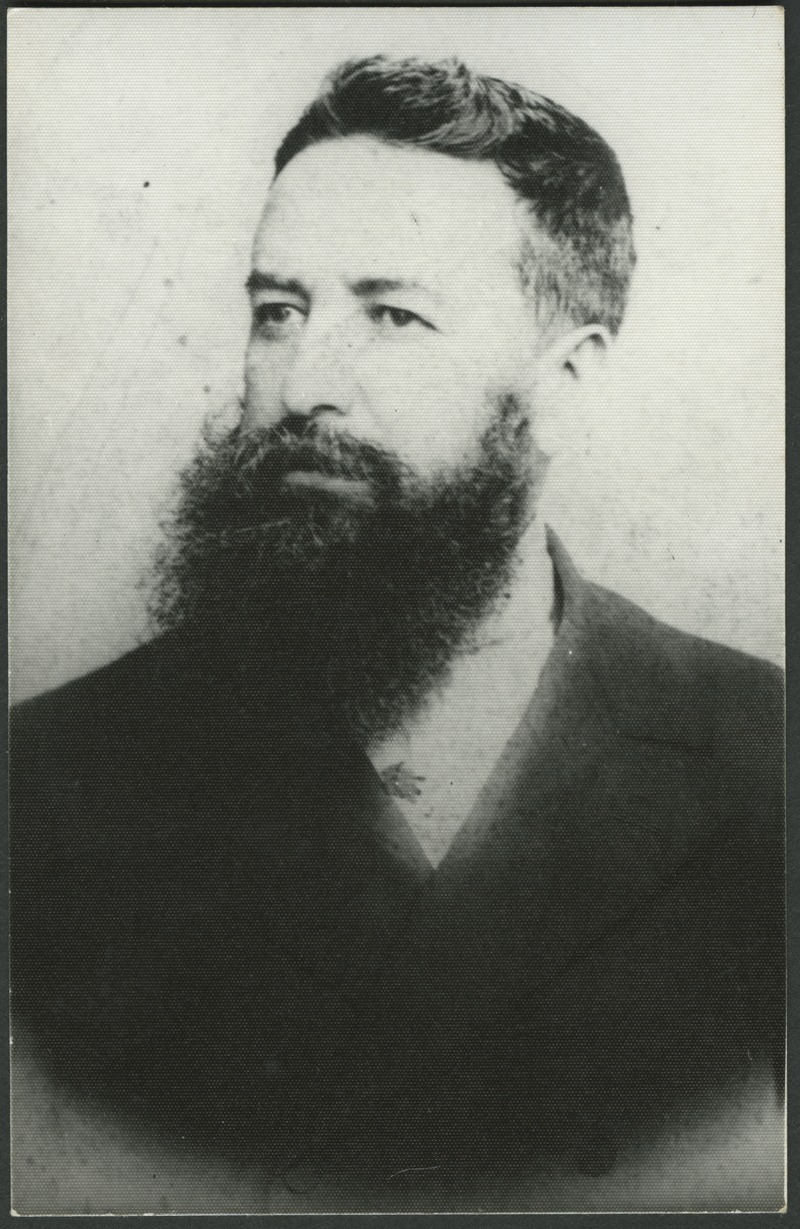
José Peralta

Las principales influencias del idealismo en Bustamante sería Heinz Heimsoeth y el tema central en su obra sería la exploración de las implicaciones de la relación entre lo individual y lo colectivo, buscando armonizar la libertad con el orden social. Su pensamiento, enriquecido por Bergson y Guyot, abarcó conceptos fundamentales como el ser, el valor y la norma, y se plasmó en ensayos escritos a lo largo de décadas. En el ámbito ético y político, Bustamante se centró en la relación entre lo uno y lo múltiple, traduciéndola en la dinámica individuo-sociedad y además buscó un equilibrio entre ambos, expresado en su "Filosofía de la libertad" y la novela "Para matar el gusano". Para él, la libertad era un principio integrador que trascendía el orden natural y la voluntad de poder, generando un orden ideal. En el plano político, abogó por un liberalismo que combatiera los monopolios y promoviera la propiedad privada y la cooperación, buscando una sociedad de individuos libres y autónomos. Por otro lado, según Moreno, el liberalismo se había agotado por su enfoque en las libertades negativas y por su paso de la oposición a ser incumbentes donde ahora se debía ser más propositivo en sus propuestas. En sus investigaciones de sus tres obras filosóficas principales explora la antropología, la sociología y el existencialismo. En diálogo con el filósofo español Ortega y Gasset (quien había introducido el idealismo a España), publicaría su "Filosofía de la existencia" donde analizaría su obra, incluyendo libros como España invertebrada y su raciovitalismo. Por otro lado en "Humanidad y Espiritualidad" trataría el fundamento antropológico de la cultura y afirmaría que "No sin razón se ha llamado a la antropología de orientación moderna la ciencia de las ciencias. Al estudiar al hombre anatomo-fisiológicamente, y, a un mismo tiempo, psicológica y socialmente, la ciencia aquella viene a ser, en amplia síntesis superior, la biología de la sociedad humana" A esto se suma el pensamiento amplio de José Peralta Serrano que desarrollaría su sistema filosófico en el libro titulado "Teorías del Universo" donde analizaría la relación entre la religión (a la que llama mosaísmo), la ciencia y la filosofía idealista de vertiente krausista. Trataría las teorías del universo en distintas partes tomando como base tres categorías trascendentales, Dios, el mundo y el alma, y desarrollándolas en siete etapas, a saber: monismo y dualismo, mosaísmo, formación planetaria a la luz de la ciencia, antigüedad de la tierra (evolucionismo e inmutabilidad de las especies), teorías sobre el origen y naturaleza de la vida, origen y naturaleza del hombre, y la antigüedad del hombre.

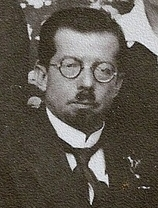
Julio E. Moreno

Por otro lado el idealismo también se involucraría en el ámbito pedagógico. Bustamante por ejemplo Buscó dar una alternativa a la pedagogía positivista que serían la base de la educación después de la revolución liberal, particularmente con la llegada de las Misiones Pedagógicas Alemanas, sin embargo no logró consolidar una alternativa al positivismo imperante. Por otro lado, su distinción entre deseo y norma, y su propuesta de armonía entre ambos, encontraron aplicación en la estética. En el caso de Peralta, el aporte sería importante a través de la publicación de su libro "El Monaquismo, su origen, desarrollo y constante labor contra el progreso, la libertad y la ciencia" publicado en 1931 y que su edición gozaría de particular popularidad en España. En este libro desarrolla la historia negra de la iglesia contra el avance del conocimiento científico y su rol negativo en la educación a lo largo de varios siglos. Moreno también le dedicaría una publicación titulado "El Problema de Nuestra Política Educacional" en 1935. El historiador Enrique Ayala Mora destaca que Moreno, junto a José Peralta, fue una figura clave en la consolidación del pensamiento liberal laico en Ecuador. En un período de crecimiento de grupos de maestros y burócratas vinculados al laicismo, Moreno y Peralta a partir de su filosofía idealista se convirtieron en el puente entre el romanticismo y el positivismo.